# فروق فردية
الفروق الفردية هي الانحرافات الفردية عن المتوسط الجماعي في الصفات المختلفة.

## أنواع الفروق الفردية
يوجد نوعين من الفروق الفردية يحددها علم النفس كما يلي:
- فروق تخص النوع: وتشمل هذه الفروق الصفات المختلفة كاختلاف الوزن والطول والاتزان الانفعالي والذكاء، وعند وجود فرق في النوع لا يمكن إجراء قياس لأن وحدة القياس المشتركة غير موجودة.
- فروق في الدرجة: تشمل الفروق التي تخص صفة واحدة، لكنها تختلف من شخص لآخر، كأن تتم مقارنة الذكي بالأقل ذكاءً والطويل بالقصير، والنحيف بالسمين.

## أهمية اكتشاف الفروق الفردية
لا يستطيع إنسان واحد مهما أوتي أن يستغني عن غيره من الأفراد، إنهم يتعاونون في بناء حياة إنسانية سليمة فردية اجتماعية فإن إهمال مابين الأفراد من الفروق له أثره السيئ بالفرد نفسه أو بالمجتمع الذي يعيش فيه وتتجلى هذه الأهمية بما يلي:
- أهمية التنشئة والتربية: فرعاية الفروق الفردية من أسس الصحة النفسية والتربية السليمة التي تقوم على الاعتراف بالفردية وأهمية كشفها وحسن استغلالها وتوجيهها إلى أقصى الحدود الممكنة لتكامل الحياة ونجاحها، فالتربية السليمة تعتبر كل فرد غاية ووسيلة في حد ذاته ويجب أن تستغل مواهبه لتحقيق مبدأ التكامل والتضامن.
- أهميتها في الإعداد المهني والوظيفي للحياة: إن الفرد يحمل استعداد النوع من الأعمال دون غيرها والحياة تتطلب أنواعاً مختلفة من العمل والكفاءات يتمم بعضها بعضا لتكون مجتمعا متضامنا. وهذا يقتضي كشف تلك الفروق بين الأفراد وإعداد الظروف والعوامل المساعدة على نموه فالفروق الفطرية والمكتسبة هي إمكانيات هائلة للإعداد المهني والتطور في جميع الأعمال وبذلك يوضع الفرد المناسب في العمل المناسب له.
- أهمية خلقية: إذ أن معرفة الفروق بين الأفراد تساعد على فهم الآخرين وإلقاء الضوء على كثير من تصرفاتهم فلا يجوز للإنسان أن يطلب من كل إنسان أن يعامله نفس المعاملة فلكل فرد أسلوبه الخاص في التعبير الانفعالي وأداء السلوك.
- أهمية ذاتية: فمعرفة الفروق الفردية تساعد الفرد على تفهم نفسه واستغلال مواهبه ومعرفة إمكاناته ولعل الإنسان ولا سيما في مراحل الرشد والنضج، إذا كان مثقفا يستطيع أن يفهم كثيراً من إمكانياته وأن يسعى لاستغلالها بطريقة إيجابية يضمن بها النجاح.
- أهمية معرفة الفروق الفردية في المجال التعليمي:
  - إعداد المناهج بما يتناسب مع قدرات واستعدادات الطلاب المتباينة.
  - إدراج العديد من الأنشطة والبرامج الإضافية التي تتناسب مع تباين مستويات الطلاب مثل رعاية الموهوبين، النوادي العلمية والثقافية، المسابقات العلمية، دروس التقوية، التي لتلبي احتياجات الطلبة المختلفة.
  - المعرفة بتلك الفروق تساعد على توجيه الطلبة لاختيار التخصصات المناسبة لقدراتهم واستعداداتهم وميولهم.
  - اختيار أنسب طرق التدريس والأنشطة والبرامج الإضافية.
  - تساعد المعلم أن يقوم بدوره في قيادة العملية التعليمية.